# سانتوس غايا
سانتوس غايا هو لاعب كرة قدم برازيلي، ولد في 8 سبتمبر 1978 في ساو ماتيوس، إسبيريتو سانتو في البرازيل. شارك مع منتخب البرازيل لكرة القدم. أما مع النوادي، فقد لعب مع ستيفيناغ بوروه ونادي إكزتر سيتي ونادي كرولي تاون ونادي هاليفاكس تاون ونادي ويموث.

## وصلات خارجية
- سانتوس غايا على موقع قاعدة بيانات كرة القدم.إي يو (الإنجليزية)
- سانتوس غايا على موقع Soccerbase.com (لاعب) (الإنجليزية)